# Aldehyd-Tag
Ein Aldehyd-Tag ist ein Protein-Tag mit einer Aldehydgruppe, das in der Biochemie zur Proteincharakterisierung verwendet wird.

## Eigenschaften

Schematische Markierung an einem Aldehyd-Tag

Das Aldehyd-Tag wird vor die Protein-codierende DNA-Sequenz in einem Vektor kloniert. Durch Bindung von und durch Reaktion mit einem Formylglycin-erzeugenden Enzym (englisch formylglycine-generating enzyme, FGE) wird ein Cystein des Protein-Tags zum reaktiven Aldehyd (Formylglycin) umgewandelt. 
Anschließend reagiert der Aldehyd selektiv mit Molekülmarkierungen z. B. mit Alkoxyamino- oder Hydrazidgruppen. Da der optimale saure pH-Wert der Reaktion zelltoxisch ist, wird die Reaktion bei neutralen pH-Werten mit einer erniedrigten Reaktionsrate von etwa 10−4 bis 10−3 M−1 s−1 durchgeführt. Alternativ ist es auch möglich, Reaktionen mit Pyrazolonen zu erzeugen, welche unter physiologischen Bedingungen ablaufen können. Das Aldehyd-Tag wird im Gegensatz zu Methoden der bioorthogonalen Markierung ausschließlich durch Biosynthese ohne markierte Vorläufersubstanzen erzeugt, die reaktive Carbonylgruppe ist jedoch vergleichsweise wenig spezifisch und neigt in Zellen oder Zelllysaten zu Nebenreaktionen mit zellulären Proteinen und anderen Aminen unter Bildung einer Schiff-Base, während die Hydrazid- oder Aminoxid-enthaltenden Moleküle mit zellulären Metaboliten mit Carbonylgruppe reagieren können, z. B. im Kohlenhydratstoffwechsel.
Alternativ kann durch eine bioorthogonale Markierung ein dem Aldehyd-Tag analoges Keton-Tag (ebenfalls mit einer Carbonylgruppe) erzeugt werden.